# 루부마주

루부마 주의 위치

루부마주(Ruvuma)는 탄자니아 남부에 위치한 주로, 주도는 송게아이며 인구는 1,117,166명(2002년 기준)이다. 주 이름은 루부마 강에서 유래된 이름이다. 북쪽으로는 모로고로 주, 북동쪽으로는 린디 주와 인접해 있고 동쪽으로는 므트와라 주, 북서쪽으로는 이링가 주와 인접해 있으며 남쪽으로는 모잠비크와 국경을 맞대고 있다.